# German Tanker Shipping

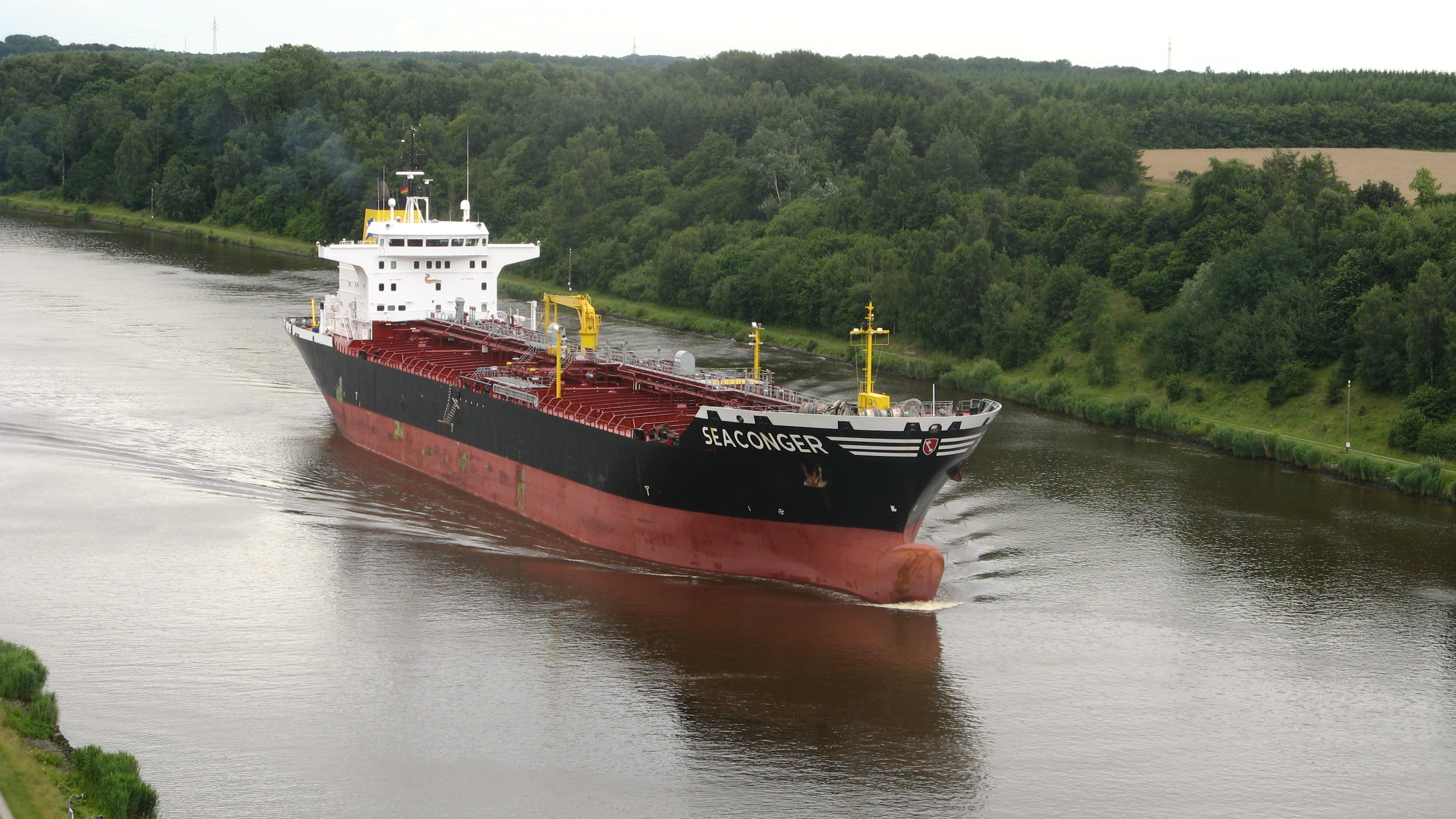
Seaconger auf dem Nord-Ostsee-Kanal

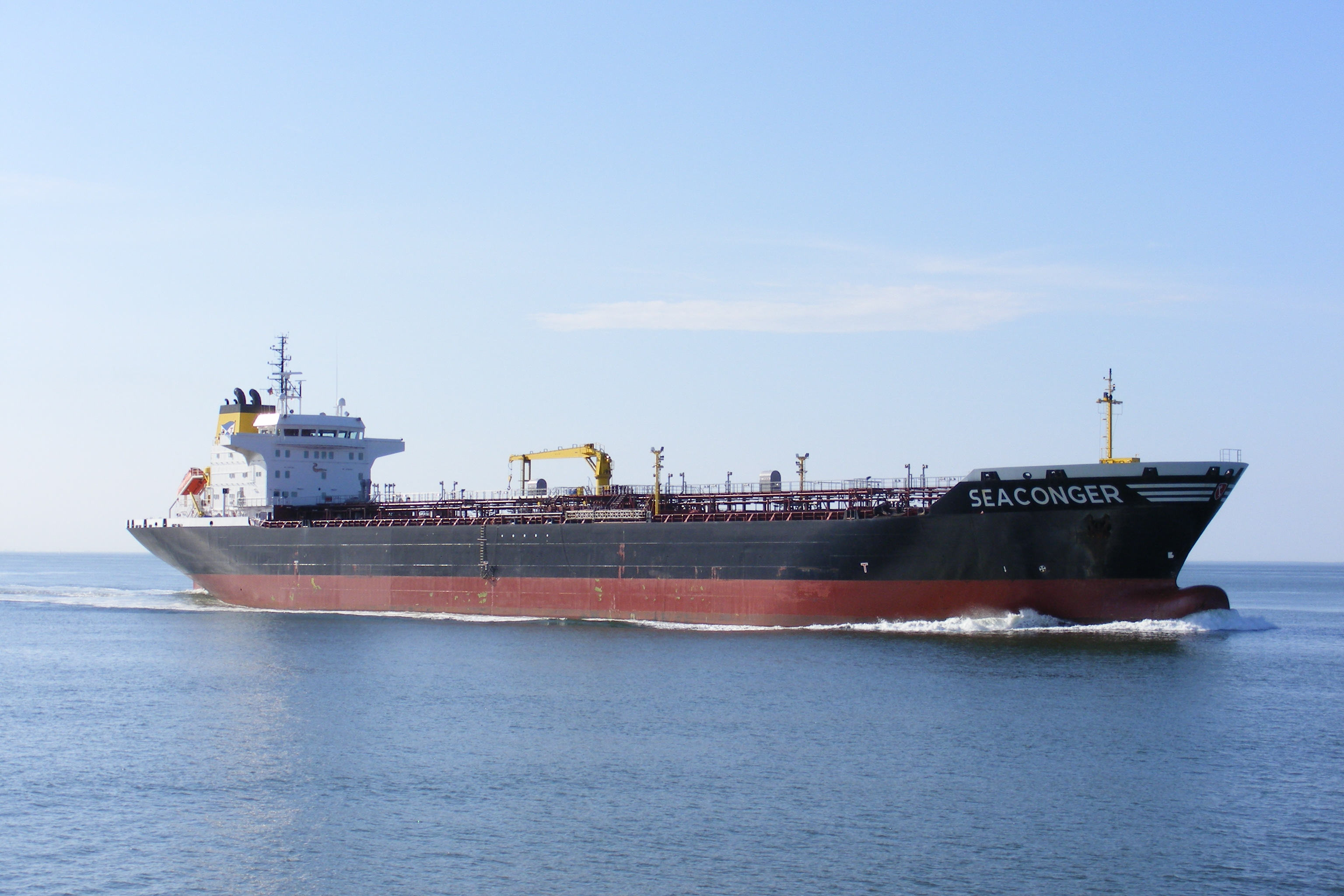
Seaconger auf der Nordsee

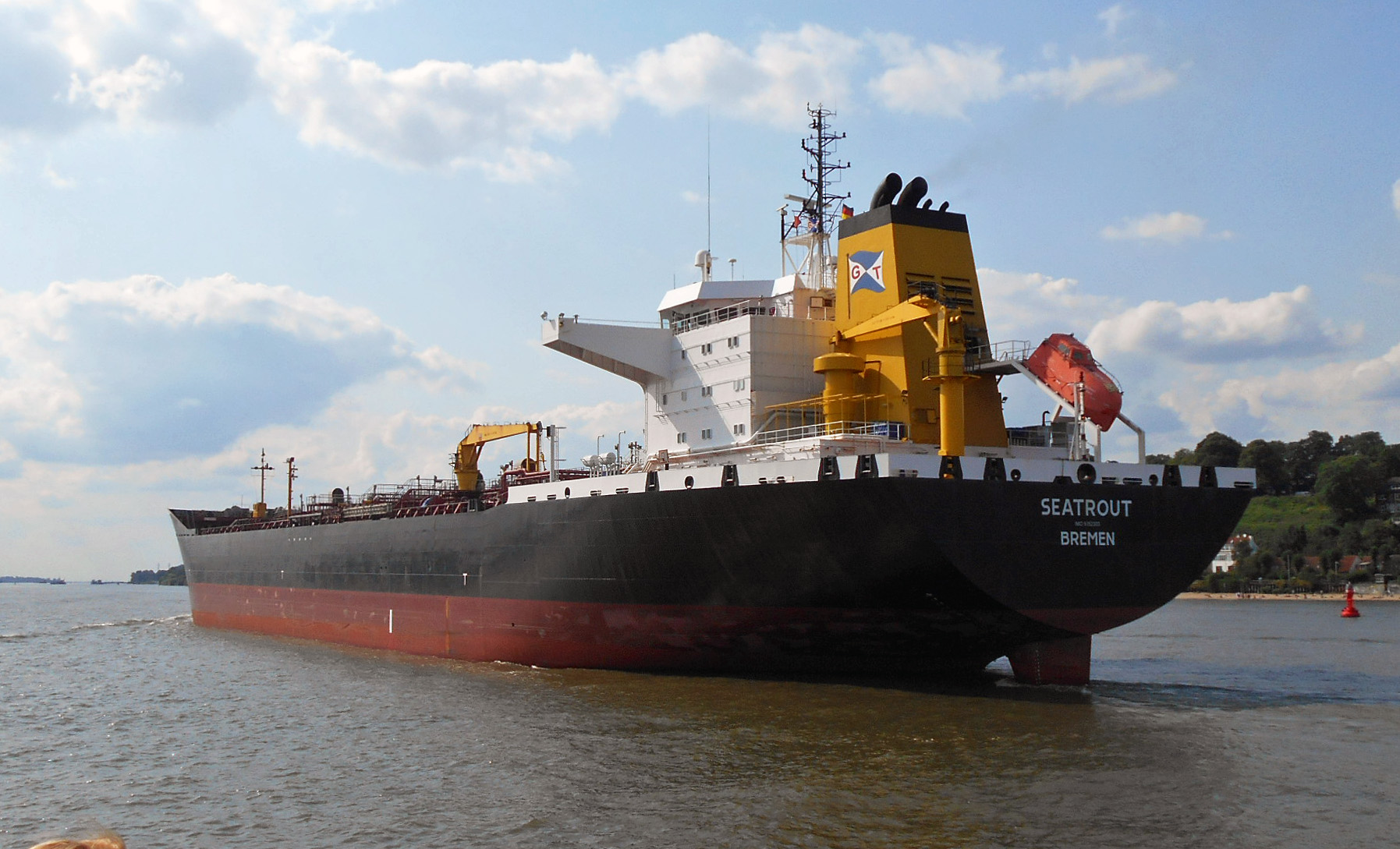
Heckansicht der Seatrout 2019 auf der Elbe

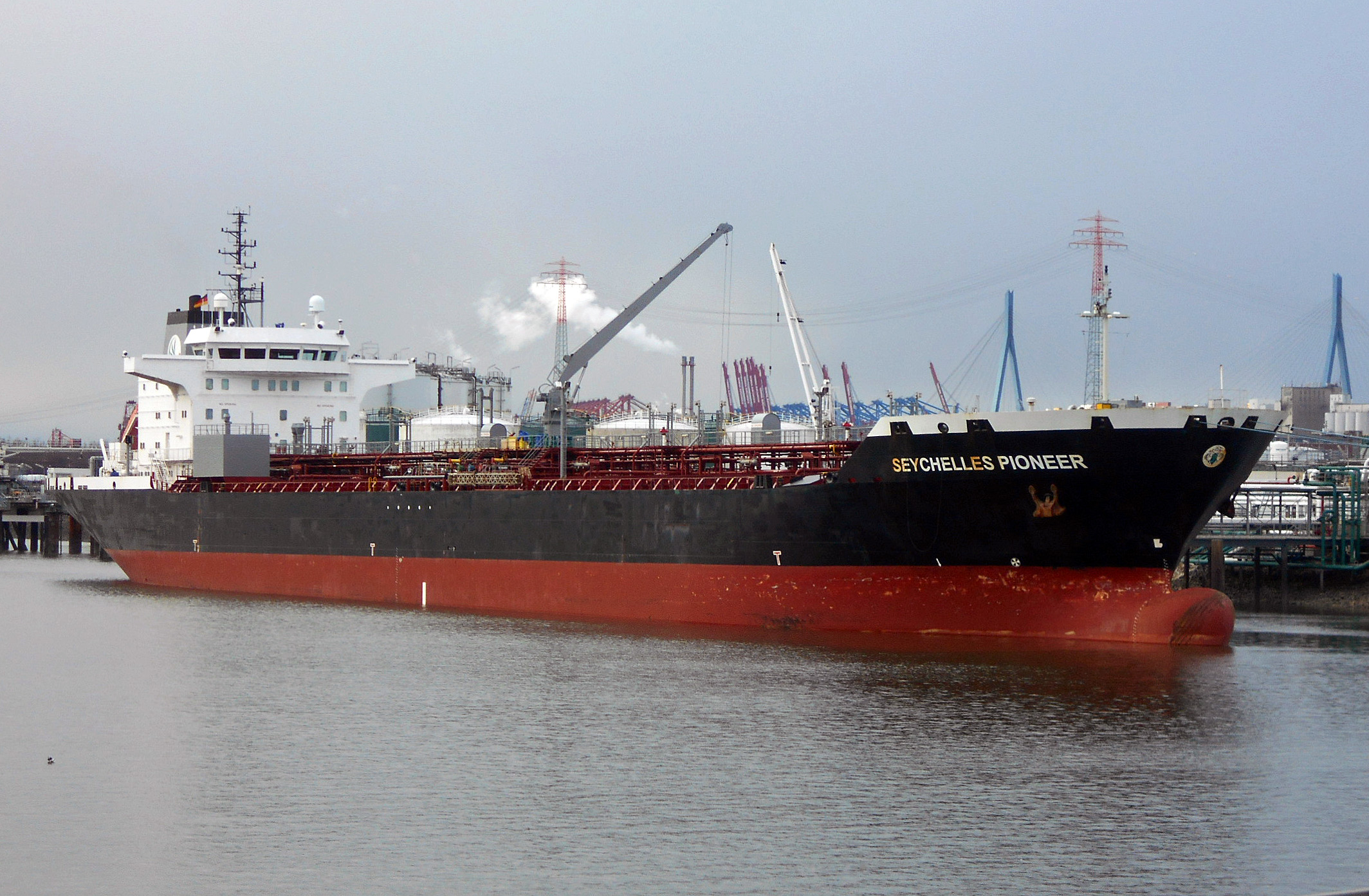
Seychelles Pioneer 2021 beim Löschen im Hamburger Hafen

Die German Tanker Shipping GmbH & Co. KG in Bremen ist eine deutsche Tankreederei.

## Unternehmen
Das Unternehmen wurde am 1. Januar 1998 von Emil Hartmann gegründet. Hartmann war seit 1971 Mitinhaber der Carl Büttner Reederei, deren Inhaberstämme sich zum Jahresende 1997 trennten. Die German Tanker Shipping übernahm zunächst sieben Büttner-Tanker, an denen Hartmann beteiligt war. Ab dem Jahr 2000 setzte das Unternehmen eigene Neubauten in Fahrt und betreibt heute eine Flotte von knapp 20 teils eigenen und teils bereederten Ölprodukttankern mit 2.000 bis 46.000 Tonnen Tragfähigkeit (Stand August 2014). Alle momentan von der Reederei betriebenen Schiffe sind Doppelhüllentanker und wurden auf der Lindenau-Werft in Kiel gebaut. Die Seapike war bei ihrer Ablieferung der größte in Deutschland gebaute Doppelhüllentanker. Das Unternehmen beschäftigt etwa 26 Personen an Land und rund 400 Seeleute an Bord der Flotte.

## Flotte
| Von German Tanker Shipping bereederte Schiffe         | Von German Tanker Shipping bereederte Schiffe  | Von German Tanker Shipping bereederte Schiffe | Von German Tanker Shipping bereederte Schiffe | Von German Tanker Shipping bereederte Schiffe                    | Von German Tanker Shipping bereederte Schiffe                                                               |
| Bauname                                               | Bauwerft/ Baunummer                            | IMO-Nummer                                    | Ablieferung                                   | Auftraggeber                                                     | Spätere Namen und Verbleib                                                                                  |
| ----------------------------------------------------- | ---------------------------------------------- | --------------------------------------------- | --------------------------------------------- | ---------------------------------------------------------------- | --- |
| Butt                                                  | Gebr. Schürenstedt / Berner Schiffswerft/ 1374 | 7920431                                       | 28. Juni 1980                                 | TMS „Butt“ HBS Hartmann-Büttner-Schiffahrts-Gesellschaft, Bremen | von 1998 bis 2004 von GTS bereedert, 2004 Pacific Trader, ab 24. November 2010 in Alang verschrottet        |
| Hai                                                   | Sieghold-Werft Bremerhaven / 187               | 8104515                                       | 1981                                          | TMS „Hai“ Büttner-Hartmann-Schiffahrts-Gesellschaft, Bremen      | ab 1998 von GTS bereedert, 2002 verkauft Valdivia                                                           |
| Leng                                                  | Lindenau/ 219                                  | 8518572                                       | 1986                                          | Carl Büttner GmbH & Co.                                          | ab 1998 von GTS bereedert, 1999 verkauft Nordic Swan, 2008 Paradise Bay, 2013 Vitaly Vanukhin, 2016 Jin Hye |
| Conger                                                | Lindenau/ 234                                  | 8912508                                       | 1991                                          | Emil Hartmann                                                    | ab 1998 von GTS bereedert, 2003 verkauft Great Swan, 2014 Great Star                                        |
| Dorsch                                                | Lindenau/ 235                                  | 8007195                                       | 1991                                          | Emil Hartmann                                                    | ab 1998 von GTS bereedert, 2001 verkauft                                                                    |
| Wels                                                  | Lindenau/ 236                                  | 9038593                                       | 1992                                          | Carl Büttner GmbH & Co.                                          | ab 1998 von GTS bereedert, 2005 verkauft Primula                                                            |
| Seadevil                                              | Lindenau/ 240                                  | 9113367                                       | 1996                                          | Carl Büttner GmbH & Co.                                          | ab 1998 von GTS bereedert, 2007 verkauft Thaioil 10, 2013 Phubai Amara 1, 2018 Chiron                       |
| Seaturbot                                             | Lindenau/ 241                                  | 9204764                                       | 2000                                          | TMS „Seaturbot“ German Tanker Shipping                           | 2021 verkauft Seaturbo, in Fahrt                                                                            |
| Seamullet                                             | Lindenau/ 242                                  | 9204776                                       | 2001                                          | TMS „Seamullet“ German Tanker Shipping                           | 2020 verkauft Seamull, in Fahrt                                                                             |
| Seabass                                               | Lindenau/ 243                                  | 9251640                                       | 2001                                          | TMS „Seabass“ Sea Tanker German Tanker Shipping                  | 2021 verkauft Seabas, in Fahrt                                                                              |
| Sealing                                               | Lindenau/ S257                                 | 9251652                                       | 2003                                          | TMS „Sealing“ German Tanker Shipping                             | in Fahrt |
| Seahake                                               | Lindenau/ S251                                 | 9255488                                       | 2003                                          | TMS „Seahake“ German Tanker Shipping                             | 2023 verkauft Seahaker, in Fahrt                                                                            |
| Searay                                                | Lindenau/ S254                                 | 9255490                                       | 2004                                          | TMS „Searay“ German Tanker Shipping                              | in Fahrt |
| Seashark                                              | Lindenau/ S270                                 | 9298193                                       | 2004                                          | TMS „Seashark“ German Tanker Shipping                            | in Fahrt |
| Seaconger                                             | Lindenau/ S271                                 | 9352298                                       | 2005                                          | TMS „Seaconger“ German Tanker Shipping                           | in Fahrt |
| Seatrout                                              | Lindenau/ S272                                 | 9352303                                       | 2006                                          | TMS „Seatrout“ German Tanker Shipping                            | Am 20. September 2017 von Antwerpen auf Grund gelaufen, anschließend geborgen → in Fahrt                    |
| Seacod                                                | Lindenau/ S273                                 | 9352315                                       | 2006                                          | TMS „Seacod“ German Tanker Shipping                              | in Fahrt |
| Seasprat                                              | Lindenau/ S274                                 | 9380477                                       | 2007                                          | TMS „Seasprat“ German Tanker Shipping                            | in Fahrt |
| Seamarlin                                             | Lindenau/ S275                                 | 9380489                                       | 2007                                          | German Tanker Shipping                                           | in Fahrt |
| Seapike                                               | Lindenau/ S280                                 | 9423449                                       | 2009                                          | TMS „Seapike“ German Tanker Shipping                             | in Fahrt |
| Seychelles Pride                                      | Lindenau/ 244                                  | 9251664                                       | 2002                                          | Seychelles Petroleum Company German Tanker Shipping              | 2022 verkauft Elles Pride, in Fahrt                                                                         |
| Seychelles Pioneer                                    | Lindenau/ S258                                 | 9255517                                       | 2005                                          | Seychelles Pioneer Limited German Tanker Shipping                | in Fahrt |
| Seychelles Progress                                   | Lindenau/ S259                                 | 9298181                                       | 2005                                          | Seychelles Petroleum Company German Tanker Shipping              | in Fahrt |
| Seychelles Prelude                                    | Lindenau/ S276                                 | 9365623                                       | 2007                                          | Seychelles Petroleum Company German Tanker Shipping              | in Fahrt |
| Seychelles Patriot                                    | Lindenau/ S277                                 | 9365635                                       | 2008                                          | Seychelles Patriot Limited German Tanker Shipping                | in Fahrt |
| Seychelles Paradise                                   | Lindenau/ S284                                 | 9538232                                       | 2009                                          | Seychelles Petroleum Company German Tanker Shipping              | in Fahrt |
| Lloyd’s Register, Equasis, grosstonnage, Vesselfinder |                                                |                                               |                                               |                                                                  | |